# Римсько-карфагенські угоди
Римсько-карфагенські угоди — комплекс міжнародних договорів між Римською республікою та Карфагенською державою, створені між 509 і 201 роками до н. е. Загалом було 8 угод, які хронологічно поділяють по 4 —з 509 до 279 року до н. е. і 241 до 201 року до н. е., що відповідає політичним угодам до протистояння Риму і Карфагену та під час такого відповідно.

## Перша угода

Поділ сфер впливу між Римом і Карфагеном відповідно до угоди 509 року до н. е.

Відповідно до давньогрецького історика Полібія її було укладено за часів консулату Луція Юнія Брута і Марка Горація Пульвілла. Втім історики Тит Лівій, Орозій, Діодор Сицилійський відносять першу угоду до 348 року до н. е.
Разом з тим сам Полібій зазначає, що особисто бачив цей договір, що було складено на мідних дошках, які зберігалися ерарії (державній скарбниці) еділів біля храму Юпітера Капітолійського. Текст було записано на архаїчній латині, тому Полібій для перекладу залучив знавців. При цьому історик зазначав, що вже в його час більшість карфагенян і римлян не знали про цю угоду.
Чинником укладання угоди було утворення республіки в Римі та боротьба проти спроби поваленого царя Тарквінія II повернути владу. При цьому він спирався на етрусків та греків Італії. Водночас Карфаген протистояв грекам Сицилії та Італії.
Карфаген визнав законними республіканські магістрати. Разом з тим розділено сфери впливу: римляни не мали право запливати за Чудовий мис (до Карфагенської затоки), проникати до Біссатиди і Малого Сирту, римські купці могли діяти в Сардинії та Африці лише за присутності карфагенського уповноваженого, на Сицилії встановлювалися рівні права, карфагенянам заборонялося вести будівництво в Лаціумі. Втім головним була військова взаємодія проти греків та етрусків.

## Друга угода
Загалом дублювала угоду 509 року до н. е. (серед підписантів додалися Утіка і Тир), але римляни вже не могли торгувати в африканських володіннях, окрім як в Утіці та Карфагені. Крім того, обмежувалося проникнення римлян на Піренейський півострів, Сардинію. Остання остаточно визнавалася карфагенською. Карфагенські купці отримали право торгівлі в Римі.
Цей договір був більш вигідний Карфагену, оскільки сприяв монополізації торгівлі в значні частині Західного Середземномор'я. Разом з тим залишилися пункти щодо вільної торгівлі римлян на Сицилії.
343 року до н. е. цю угоду було підтверджено під час прибуття карфагенських посланців до Риму під час консулату Авла Корнелія Косси Арвіни, який успішно воював проти самнітів. Разом з тим Карфаген стикнувся з невдачами на Сицилії у війні проти Тімолеонта. Тому потребував підтвердження союзу проти греків. Разом з тим цю домовленість 343 року до н. е. деякі дослідники розглядають як третю римсько-карфагенську угоду.

## Третя года
Наприкінці IV ст. до н. е. Римська республіка підкорила центральну та більшу частину південної Італії. В свою чергу Карфаген вів запеклу війну з Агафоклом, тираном Сиракуз, що 311 року висадився в Африці. 310 року до н. е. проти Карфагену виступила республіка Кирена. Водночас 306 року до н. е. Рим уклав договір з Родосом щодо умов мореплавства та торгівлі.
Основні відомості щодо цієї угоди містяться в історика Філіна Акрагантського. Разом з тим Полібій про нього не згадують. Сучасні дослідники вважають, що угода 306 року до н. е. усною або поверх неї згодом було вибито текст нової угоди.

Сфери впливу за угодою 306 року до н. е.

Головним доповненням угоди 306 року до н. е. було те, що Рим визнавав Сицилію і Корсику сферою впливу Карфагену, а Італія стала вважатися римською.
Це дозволило Римській республіці продовжувати наступ на південь, а Карфагену спокійно боротися з Агафоклом. 303 року до н. е. Рим уклав з Тарентом угоду щодо розподілу сфер мореплавства в Іонічному морі. 290 року до н. е. карфагеняни не підтримали антиримські повстання етрусків та самнітів, що дозволило римлянам закріпити владу в Італії.

## Четверта угода
З 282 року до н. е. Римська республіка вступила у конфлікт з Тарентом. 280 року до н. е. останній звернувся за допомогою до Пірра, царя Епіру. Останній протягом 280—279 років до н. е. завдав низки поразок Риму.
Водночас Карфаген вів успішну війну проти Сиракуз, намагаючись повністю підкорити Сицилію. На запрошення сиракузян Пірр 279 року до н. е. висадився на острові, завдавши поразок карфагенському війську, яке втратило усі володіння, окрім лілібею.

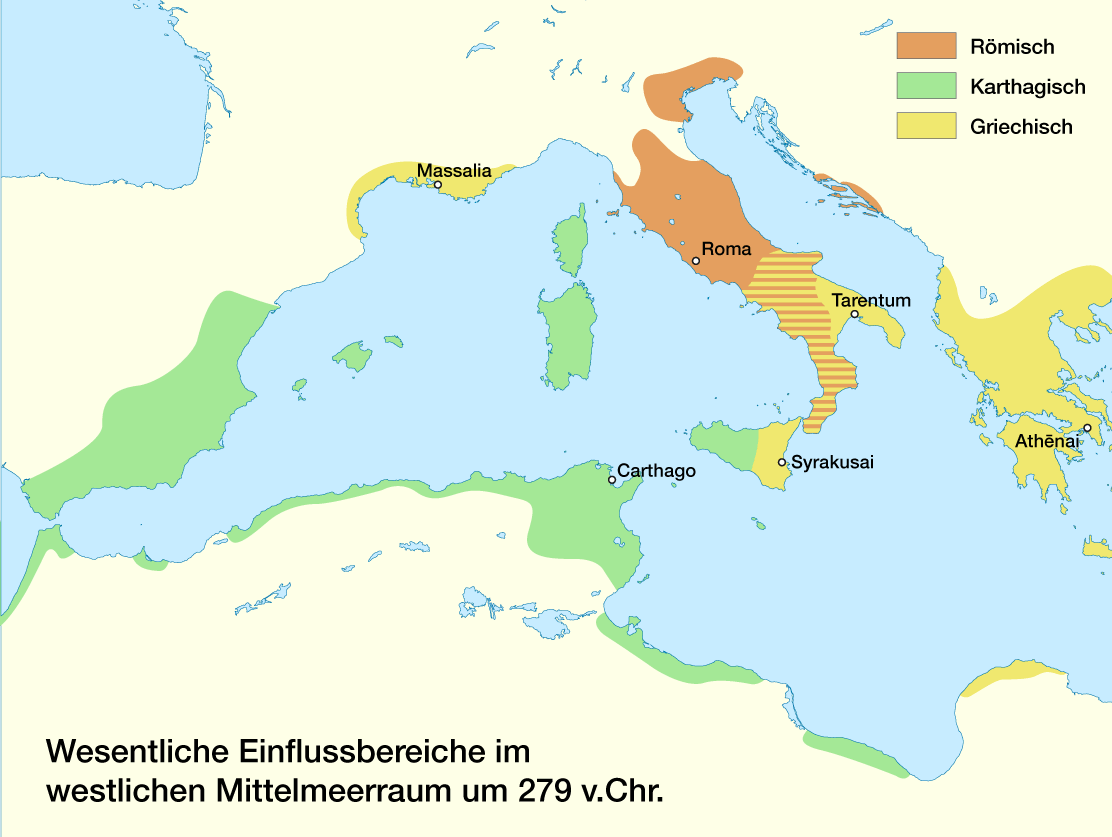
Кордони за умовами угоди 279 до н.е.

За цих умов між Карфагеном і Римом було укладено новий договір (наприкінці 279 або напочатку 278 року до н. е.). Він підтверджував умовив попередніх, а також додатково передбачав спільні дії проти Пірра. При цьому Сицилія остаточно визнавалася сферою карафагенян, куди римляни не мали права відправляти війська, а землі Таренту — римською сферою. Також тимчасово призупиняв торгівельні обмеження угоди 306 року до н. е.
276 року до н. е. Пірр залишив Сицилію, а 275 року до н. е. після битві біля Маневенту полишив тарентських союзників, повернувшись на Балкани.

## П'ята угода
Зникнення загрози з боку Пірра невпинно наближало Карфаген і Рим до відкриого конфлікту. На Сицилії карфагеняни вступили в союз з Гієроном II, тираном Сиракуз, проти мамертинців, які захопили північний схід острова. Водночас карфагенський флот 272 року до н. е. увійшов у води Таренту, який перебував в облозі римських легіонів, що римляни розглядали як порушення угоди 279 року до н. е.
264 року до н. е. Рим виступив на боці мамертинців, висадивши війська на Сицилії. Це було порушення угоди 279 року до н. е. і початком Першої Пунічної війни.
Тривалий характер війни став призводити до ослаблення Карфагену. До цього додалися успіхи римлян в Африці. 256 року до н. е. карфагеняни спробували укласти мирний договір з консулом Марком Атілієм Регулом, але надмірні та жорстокі умови, запропоновані ним було відкинуто.
Війна завершилася лише 241 року до н. е., коли Гай Лутацій Катул розуміючи неможливітсь продовження війни уклав угоду з Гамількаром Баркою. За умовами угоди Карфагеняни відмовлялися від Сицилії на користь Риму, сплачували по 18 динаріїв за кожного вояка, що перебував на острові, Карфагеном сплачувалася контрибуція у розмірі 2200 евбейських талантів з розрахунком протягом 20 років. Ця угода викликала невдоволення у Римі. Для з'ясування обставин на Сицилію спорядили сенатську комісію, яка повинна була також укласти вигіднішу угоду. Втім на місці сенатори зрозуміли, що лише складні обставини змусили Гая Лутація укласти такий договір. Лише сума контрибуції була збільшено до 3200 талантів з розрахунком протягом 10 років.

## Шоста угода

Кордони за умовою угоди 237 року до н. е.

Невдовзі після завершення війни з Римом Карфагенська держава опинилася в фінансовій скруті. До цього додалися зобов'язання найманцям сплатити чималі кошти. Намагання зекономити та непродумана політика призвели 240 року до н. е. до потужного повстання, до якого долучилися лівійци та нумідійци.
Деякий час Рим спостерігав, навіть дозволив своєму союзникові Гієрону II, царю Сиракуз, відправити харчі до Карфагену. Успіхи останнього з придушення повстання 238 року до н. е. призвели до втручання Риму, війська якого висадилися на Сардинії, де також відбувалося повстання найманців. Карфаген, що ледве здолав, повсталих в Африці, не мав змоги протистояти Римові.
За новою угодою — 237 року до н. е. — Карфаген поступався Сардинією і Корсикою на користь Римської республіки та зобов'язався сплатити додатково 1200 талантів.

## Сьома угода

Кордони за угодою 226 року до н. е.

Гамількар Барка очолив партію, що бажала реваншу у протистоянні з Римом. Для відновлення фінансів та створення потужної військової бази було обрано Піренейський півострів. З 237 року до н. е. почалися війни з підкорення іберійських племен. 229 року до н. е. після загибелі Гамількара його справу продовжив зять Гасдрубал.
Розширення володінь карфагенян стали загрожувати землям Массилії, союзника Риму, яка мала володіння на Піренеях. Тому 226 року до н. е. було укладено угоду, якою карфагенські володіння мали обмежуватися річкою Ебро.

## Восьма угода
Розширення карфагенських володінь на Піренеях, наміри Ганнібала Барки щодо реваншу. Водночас розуміння частиною римського сенату неминучості нового протистояння стали причиною Другої Пунічної війни. Кожна зі сторін звинуватила одна одну в порушенні угоди 226 року до н. е. На думку карфагенського уряд Рим порушив угоду, уклавши союз з Сагунтом, розташованим на південь від річки Ебро, тобто в карфагенській сфері. Римляни в свою чергу вважали Сагунт поза межами будь-якого впливу. 219 року до н. е. Ганнібал напав на Сагунт, що спричинило відкритий конфлікт і початок війни 218 року до н. е.
Незважаючи на попередні успіхи в Італії, зрештою карфгаеняни зазнали поразок на піренеях, Сицилії і Сардинії. Зрештою Ганнібал вимушений був залишити Італію. У вирішальній битві біля Зами 201 року до н. е. карфагенське військо було переможено.

Кордони за умовами договору 201 року до н. е.

Карфагеняни мусили тепер прийняти римські умови миру. Вони зреклися всіх своїх володінь поза Африкою, отже, також Іспанії, видали римлянам свій флот (окрім 10 кораблів) і зобов'язалися заплатити 10000 талантів контрибуції і не вести бойових дій без дозволу римського сенату. Масинісса, цар нумідії, дістав титул римського союзника і зобов'язався стежити за Карфагеном.